# 沙利葉
沙利葉（英語：或），或作薩利爾（出自一些死海古卷的翻譯）、蘇利爾（Suriel），是一位於猶太教與基督教出現的天使長。
在卡巴拉的傳說中他是地球的七位創造天使之一，俄利根認定他也是七位創造天使的原始動力之一。在諾斯底主義中，沙利葉則曾調用他的保護力量。亞歷山大科普特正教會的日曆中也紀念了他。
跟拉斐爾一樣，沙利葉也是一位死亡和仁慈的天使。相傳他是取回摩西靈魂的天使，據說，摩西收到的所有知識都是來自沙利葉（雖然舒薩高也曾給予摩西知識）。另外相傳沙利葉和烏列爾為同一位天使。

## 形象
由於沙利葉是「月之天使」，而月亮在古代總會和一些不好的事（如魔法、死等）連在一起，所以沙利葉也被傳為墮天使之一。出列在地獄統治者「地獄七君」之一，傳為因將月之魔法授予迦南女祭司而獲罪於太陽神，在被放逐前主動離開了天界，但「死海文書」中，沙利葉卻又在光之子的戰鬥序列之中。因此可說沙利葉是雙重身份的天使。沙利葉因為職務的關係，相傳具有所謂邪眼的能力，被邪眼瞪到的生物行動將會被封死，古歐洲和中東地方都視這種能力為恐怖的象徵，所以沙利葉便很自然的被大眾視為惡魔。

## 在傳統的文本或文物中的沙利葉
根據以諾一書的記載，沙利葉也叫薩拉凱爾（Saraqael，意為「上帝的聖餐」） 和亞茲拉爾（意指「神助之人」），是勾引人類女子的天使們的領導人之一，在雅列在世之年到黑門山頂虜獲女性為妻，並誘使男性墮落。沙利葉也曾教導人們有關月球的運行規律，所以以諾書的作者臘斯（Knibbs）推測他為「光神」和「月神」（然而他卻被翻譯成亞茲拉爾）。
沙利葉在某些以諾書的譯本中也被譯為亞拉茲耶爾（Arazyal）或亞薩辣竇（Asaradel）。而在以諾二書他則常被視為「第四位天使」，並常被譯為薩穆伊爾（Samuil）。
在死海古卷的光明之子與黑暗之子之戰一節中列明了沙利葉名字的另一種拼法：沙利爾（英語：Shariel，希伯來文：שריאל ，意為「神的判官」），另外也列出了米迦勒，拉斐爾，加百列名字的另一種拼法。
而在亞當和夏娃與撒旦的衝突中，沙利葉則帶亞當和夏娃前往高山的頂部的洞穴尋找寶藏。以下為描述沙利葉帶亞當和夏娃前往高山的頂部的洞穴尋找寶藏的文字：
|                                                | 把他帶來，並把它交給亞當。他們就這樣，一個接一個。神吩咐沙利葉和撒拉鐵承載亞當和夏娃，從高山頂把他們帶下來。 |
| ——舊約聖經偽經書，英語第一本關於亞當和夏娃的書 | |

密歇根大學致力於研究在古典時代晚期的傳統魔術，並發現巴比倫的咒文缽與在底格里斯河畔塞琉西亞發現的一種粘土缽也曾列出了沙利葉的名字。
在福建省霞浦縣發現了一批摩尼教文獻，統稱「霞浦文書」。這批文獻中的《興福祖慶誕科》裡有一段「請護法文」列出的摩尼教四梵天王被認為實即西方資料中的四大天使的閩語譯名：嚧嚩逸囉對應拉斐爾，彌訶逸囉對應米迦勒，㗼嚩囉逸囉對應加百列，娑囉逸囉對應沙利葉。

## 次文化
- 輕小說《關於我轉生變成史萊姆這檔事》勇者古蘭貝爾持有技能 美德系究極技能《希望之王》沙利葉。
- 漫畫《七大罪》女神族中的四大天使 龍捲 沙利葉。
- 遊戲《東方Project》：以沙利葉為原型的角色薩利艾爾。

## 参見
- 大天使
- 生命樹 (卡巴拉)